# Vuelta a España 2003
La Vuelta a España 2003, cinquantottesima edizione della corsa, si svolse in ventuno tappe dal 6 al 28 settembre 2003, per un percorso totale di 2 955,4 km. Fu vinta dallo spagnolo Roberto Heras che terminò la gara in 69h31'52".

## Tappe
| Tappa  | Data         | Percorso                                          | km      | Vincitore di tappa   | Leader cl. generale       |
| ------ | ------------ | ------------------------------------------------- | ------- | -------------------- | ------------------------- |
| 1ª     | 6 settembre  | Gijón (cron. a squadre)                           | 28      | ONCE-Eroski          | Igor González de Galdeano |
| 2ª     | 7 settembre  | Gijón > Cangas de Onís                            | 148     | Luis Pérez Rodríguez | Joaquim Rodríguez         |
| 3ª     | 8 settembre  | Cangas de Onís > Santander                        | 154,2   | Alessandro Petacchi  | Joaquim Rodríguez         |
| 4ª     | 9 settembre  | Santander > Burgos                                | 151     | Unai Etxebarria      | Isidro Nozal              |
| 5ª     | 10 settembre | Soria > Saragozza                                 | 166,7   | Alessandro Petacchi  | Isidro Nozal              |
| 6ª     | 11 settembre | Saragozza (cron. individuale)                     | 43,8    | Isidro Nozal         | Isidro Nozal              |
| 7ª     | 12 settembre | Huesca > Cauterets (FRA)                          | 190     | Michael Rasmussen    | Isidro Nozal              |
| 8ª     | 13 settembre | Cauterets (FRA) > Pla de Beret                    | 166     | Joaquim Rodríguez    | Isidro Nozal              |
| 9ª     | 14 settembre | Viella > Port d'Envalira (AND)                    | 174,8   | Alejandro Valverde   | Isidro Nozal              |
| 10ª    | 15 settembre | Andorra (AND) > Sabadell                          | 194     | Erik Zabel           | Isidro Nozal              |
|        | 16 settembre | giorno di riposo                                  |         |                      |                           |
| 11ª    | 17 settembre | Utiel > Cuenca                                    | 162     | Erik Zabel           | Isidro Nozal              |
| 12ª    | 18 settembre | Cuenca > Albacete                                 | 168,8   | Alessandro Petacchi  | Isidro Nozal              |
| 13ª    | 19 settembre | Albacete (cron. individuale)                      | 53,3    | Isidro Nozal         | Isidro Nozal              |
| 14ª    | 20 settembre | Albacete > Valdepeñas                             | 167,4   | Alessandro Petacchi  | Isidro Nozal              |
| 15ª    | 21 settembre | Valdepeñas > La Pandera                           | 172,1   | Alejandro Valverde   | Isidro Nozal              |
|        | 22 settembre | giorno di riposo                                  |         |                      |                           |
| 16ª    | 23 settembre | Jaén > Sierra Nevada                              | 162     | Félix Cárdenas       | Isidro Nozal              |
| 17ª    | 24 settembre | Granada > Cordova                                 | 188,4   | David Millar         | Isidro Nozal              |
| 18ª    | 25 settembre | Las Rozas > Las Rozas                             | 143,8   | Pedro Díaz Lobato    | Isidro Nozal              |
| 19ª    | 26 settembre | Alcobendas > Collado Villalba                     | 164     | Filippo Simeoni      | Isidro Nozal              |
| 20ª    | 27 settembre | San Lorenzo > Alto de Abantos (cron. individuale) | 11,2    | Roberto Heras        | Roberto Heras             |
| 21ª    | 28 settembre | Madrid > Madrid                                   | 145,8   | Alessandro Petacchi  | Roberto Heras             |
| Totale | Totale       | Totale                                            | 2 955,4 |                      |                           |

## Squadre e corridori partecipanti
Le 22 squadre partecipanti alla gara furono:
| N.      | Cod. | Squadra                          |
| ------- | ---- | -------------------------------- |
| 1-9     | FAS  | Fassa Bortolo                    |
| 11-19   | USP  | US Postal Service                |
| 21-29   | ONC  | ONCE-Eroski                      |
| 31-39   | ALS  | Alessio                          |
| 41-49   | COF  | Cofidis, le Crédit par Téléphone |
| 51-59   | REL  | Colchon Relax-Fuenlabrada        |
| 61-69   | DVE  | Domina Vacanze-Elitron           |
| 71-79   | EUS  | Euskaltel-Euskadi                |
| 81-89   | BAN  | iBanesto.com                     |
| 91-99   | KEL  | Kelme-Costa Blanca               |
| 101-109 | L2C  | Labarca 2-Café Baqué             |

| N.      | Cod. | Squadra                      |
| ------- | ---- | ---------------------------- |
| 111-119 | LAM  | Lampre                       |
| 121-129 | MIL  | Milaneza-MSS                 |
| 131-139 | ALM  | Paternina-Costa de Almería   |
| 141-149 | PHO  | Phonak Hearing Systems       |
| 151-159 | QSD  | Quick Step-Davitamon         |
| 161-169 | RAB  | Rabobank                     |
| 171-179 | SAE  | Saeco Macchine per Caffè     |
| 181-189 | TBI  | Team Bianchi                 |
| 191-199 | CSC  | Team CSC                     |
| 201-209 | TEL  | Team Telekom                 |
| 211-219 | VIN  | Vini Caldirola-Saunier Duval |

## Dettagli delle tappe

### 1ª tappa
- 6 settembre: Gijón – Cronometro a squadre – 28 km

Risultati
| Pos. | Squadra           | Tempo  |
| ---- | ----------------- | ------ |
| 1    | ONCE-Eroski       | 32'01" |
| 2    | US Postal Service | a 10"  |
| 3    | iBanesto.com      | a 24"  |

| Pos. | Corridore              | Squadra     | Tempo  |
| ---- | ---------------------- | ----------- | ------ |
| 1    | Igor González de Gald. | ONCE-Eroski | 32'01" |
| 2    | Joaquim Rodríguez      | ONCE-Eroski | s.t.   |
| 3    | Jan Hruška             | ONCE-Eroski | s.t.   |

Descrizione e riassunto

### 2ª tappa
- 7 settembre: Gijón > Cangas de Onís – 148 km

Risultati
| Pos. | Corridore            | Squadra  | Tempo    |
| ---- | -------------------- | -------- | -------- |
| 1    | Luis Pérez Rodríguez | Cofidis  | 3h27'32" |
| 2    | Carlos Sastre        | Team CSC | s.t.     |
| 3    | Alejandro Valverde   | Kelme    | a 14"    |

| Pos. | Corridore              | Squadra     | Tempo    |
| ---- | ---------------------- | ----------- | -------- |
| 1    | Joaquim Rodríguez      | ONCE-Eroski | 3h59'47" |
| 2    | Igor González de Gald. | ONCE-Eroski | s.t.     |
| 3    | Isidro Nozal           | ONCE-Eroski | a 1"     |

### 3ª tappa
- 8 settembre: Cangas de Onís > Santander – 154,3 km

Risultati
| Pos. | Corridore           | Squadra       | Tempo    |
| ---- | ------------------- | ------------- | -------- |
| 1    | Alessandro Petacchi | Fassa Bortolo | 3h24'13" |
| 2    | Erik Zabel          | Team Telekom  | s.t.     |
| 3    | Tom Boonen          | Quick Step    | s.t.     |

| Pos. | Corridore              | Squadra     | Tempo    |
| ---- | ---------------------- | ----------- | -------- |
| 1    | Joaquim Rodríguez      | ONCE-Eroski | 7h24'00" |
| 2    | Igor González de Gald. | ONCE-Eroski | s.t.     |
| 3    | Isidro Nozal           | ONCE-Eroski | s.t.     |

### 4ª tappa
- 9 settembre: Santander > Burgos – 151 km

Risultati
| Pos. | Corridore        | Squadra   | Tempo    |
| ---- | ---------------- | --------- | -------- |
| 1    | Unai Etxebarria  | Euskaltel | 3h26'51" |
| 2    | David Etxebarria | Euskaltel | a 44"    |
| 3    | Félix Cárdenas   | Labarca 2 | s.t.     |

| Pos. | Corridore              | Squadra     | Tempo     |
| ---- | ---------------------- | ----------- | --------- |
| 1    | Isidro Nozal           | ONCE-Eroski | 10h51'35" |
| 2    | Joaquim Rodríguez      | ONCE-Eroski | a 50"     |
| 3    | Igor González de Gald. | ONCE-Eroski | s.t.      |

### 5ª tappa
- 10 settembre: Soria > Saragozza – 166,7 km

Risultati
| Pos. | Corridore           | Squadra       | Tempo    |
| ---- | ------------------- | ------------- | -------- |
| 1    | Alessandro Petacchi | Fassa Bortolo | 3h19'26" |
| 2    | Ángel Edo           | Milaneza-MSS  | s.t.     |
| 3    | Julian Dean         | Team CSC      | a 2"     |

| Pos. | Corridore         | Squadra     | Tempo     |
| ---- | ----------------- | ----------- | --------- |
| 1    | Isidro Nozal      | ONCE-Eroski | 14h11'03" |
| 2    | David Etxebarria  | Euskaltel   | a 50"     |
| 3    | Joaquim Rodríguez | ONCE-Eroski | s.t.      |

### 6ª tappa
- 11 settembre: Saragozza – Cronometro individuale – 43,8 km

Risultati
| Pos. | Corridore    | Squadra     | Tempo   |
| ---- | ------------ | ----------- | ------- |
| 1    | Isidro Nozal | ONCE-Eroski | 53'34"  |
| 2    | David Millar | Cofidis     | a 1'20" |
| 3    | Jan Hruška   | ONCE-Eroski | a 1'26" |

| Pos. | Corridore              | Squadra     | Tempo     |
| ---- | ---------------------- | ----------- | --------- |
| 1    | Isidro Nozal           | ONCE-Eroski | 15h04'37" |
| 2    | Igor González de Gald. | ONCE-Eroski | a 2'27"   |
| 3    | Manuel Beltrán         | US Postal   | a 2'42"   |

### 7ª tappa
- 12 settembre: Huesca > Cauterets (Francia) – 190 km

Risultati
| Pos. | Corridore         | Squadra   | Tempo    |
| ---- | ----------------- | --------- | -------- |
| 1    | Michael Rasmussen | Rabobank  | 5h01'14" |
| 2    | Félix Cárdenas    | Labarca 2 | a 55"    |
| 3    | Manuel Beltrán    | US Postal | a 59"    |

| Pos. | Corridore              | Squadra     | Tempo     |
| ---- | ---------------------- | ----------- | --------- |
| 1    | Isidro Nozal           | ONCE-Eroski | 20h08'37" |
| 2    | Manuel Beltrán         | US Postal   | a 55"     |
| 3    | Igor González de Gald. | ONCE-Eroski | a 1'21"   |

### 8ª tappa
- 13 settembre: Cauterets (Francia) > Pla de Beret – 166 km

Risultati
| Pos. | Corridore           | Squadra      | Tempo    |
| ---- | ------------------- | ------------ | -------- |
| 1    | Joaquim Rodríguez   | ONCE-Eroski  | 4h45'40" |
| 2    | Aitor Osa           | iBanesto.com | s.t.     |
| 3    | Constantino Zaballa | Kelme        | a 51"    |

| Pos. | Corridore              | Squadra     | Tempo     |
| ---- | ---------------------- | ----------- | --------- |
| 1    | Isidro Nozal           | ONCE-Eroski | 24h58'08" |
| 2    | Igor González de Gald. | ONCE-Eroski | a 1'21"   |
| 3    | Manuel Beltrán         | US Postal   | a 1'34"   |

### 9ª tappa
- 14 settembre: Viella > Port d'Envalira (Andorra) – 174,8 km

Risultati
| Pos. | Corridore          | Squadra       | Tempo    |
| ---- | ------------------ | ------------- | -------- |
| 1    | Alejandro Valverde | Kelme         | 4h48'36" |
| 2    | Dario Frigo        | Fassa Bortolo | a 1"     |
| 3    | Unai Osa           | iBanesto.com  | a 3"     |

| Pos. | Corridore              | Squadra     | Tempo     |
| ---- | ---------------------- | ----------- | --------- |
| 1    | Isidro Nozal           | ONCE-Eroski | 29h46'47" |
| 2    | Igor González de Gald. | ONCE-Eroski | a 1'48"   |
| 3    | Manuel Beltrán         | US Postal   | a 2'01"   |

### 10ª tappa
- 15 settembre: Andorra (Andorra) > Sabadell – 194 km

Risultati
| Pos. | Corridore           | Squadra       | Tempo    |
| ---- | ------------------- | ------------- | -------- |
| 1    | Erik Zabel          | Team Telekom  | 4h10'51" |
| 2    | Alessandro Petacchi | Fassa Bortolo | s.t.     |
| 3    | Fabrizio Guidi      | Team Bianchi  | s.t.     |

| Pos. | Corridore              | Squadra     | Tempo     |
| ---- | ---------------------- | ----------- | --------- |
| 1    | Isidro Nozal           | ONCE-Eroski | 33h57'41" |
| 2    | Igor González de Gald. | ONCE-Eroski | a 1'48"   |
| 3    | Manuel Beltrán         | US Postal   | a 2'01"   |

### 11ª tappa
- 17 settembre: Utiel > Cuenca – 162 km

Risultati
| Pos. | Corridore  | Squadra      | Tempo    |
| ---- | ---------- | ------------ | -------- |
| 1    | Erik Zabel | Team Telekom | 3h14'59" |
| 2    | Tom Boonen | Quick Step   | s.t.     |
| 3    | Ángel Edo  | Milaneza-MSS | s.t.     |

| Pos. | Corridore              | Squadra     | Tempo     |
| ---- | ---------------------- | ----------- | --------- |
| 1    | Isidro Nozal           | ONCE-Eroski | 37h12'40" |
| 2    | Igor González de Gald. | ONCE-Eroski | a 1'48"   |
| 3    | Manuel Beltrán         | US Postal   | a 3'03"   |

### 12ª tappa
- 18 settembre: Cuenca > Albacete – 168,8 km

Risultati
| Pos. | Corridore           | Squadra        | Tempo    |
| ---- | ------------------- | -------------- | -------- |
| 1    | Alessandro Petacchi | Fassa Bortolo  | 3h41'49" |
| 2    | Erik Zabel          | Team Telekom   | s.t.     |
| 3    | Fred Rodriguez      | Vini Caldirola | s.t.     |

| Pos. | Corridore              | Squadra     | Tempo     |
| ---- | ---------------------- | ----------- | --------- |
| 1    | Isidro Nozal           | ONCE-Eroski | 40h54'29" |
| 2    | Igor González de Gald. | ONCE-Eroski | a 1'48"   |
| 3    | Manuel Beltrán         | US Postal   | a 3'03"   |

### 13ª tappa
- 19 settembre: Albacete > Albacete – cronometro individuale – 53,3 km

Risultati
| Pos. | Corridore     | Squadra       | Tempo    |
| ---- | ------------- | ------------- | -------- |
| 1    | Isidro Nozal  | ONCE-Eroski   | 1h02'03" |
| 2    | David Millar  | Cofidis       | a 13"    |
| 3    | Sergej Ivanov | Fassa Bortolo | a 40"    |

| Pos. | Corridore              | Squadra     | Tempo     |
| ---- | ---------------------- | ----------- | --------- |
| 1    | Isidro Nozal           | ONCE-Eroski | 41h56'32" |
| 2    | Igor González de Gald. | ONCE-Eroski | a 3'03"   |
| 3    | Roberto Heras          | US Postal   | a 5'13"   |

### 14ª tappa
- 20 settembre: Albacete > Valdepeñas – 167,4 km

Risultati
| Pos. | Corridore           | Squadra        | Tempo    |
| ---- | ------------------- | -------------- | -------- |
| 1    | Alessandro Petacchi | Fassa Bortolo  | 3h43'16" |
| 2    | Fred Rodriguez      | Vini Caldirola | s.t.     |
| 3    | Erik Zabel          | Team Telekom   | s.t.     |

| Pos. | Corridore              | Squadra     | Tempo     |
| ---- | ---------------------- | ----------- | --------- |
| 1    | Isidro Nozal           | ONCE-Eroski | 45h39'48" |
| 2    | Igor González de Gald. | ONCE-Eroski | a 3'03"   |
| 3    | Roberto Heras          | US Postal   | a 5'13"   |

### 15ª tappa
- 21 settembre: Valdepeñas > La Pandera – 172,1 km

Risultati
| Pos. | Corridore          | Squadra   | Tempo    |
| ---- | ------------------ | --------- | -------- |
| 1    | Alejandro Valverde | Kelme     | 4h20'39" |
| 2    | Félix Cárdenas     | Labarca 2 | s.t.     |
| 3    | Roberto Heras      | US Postal | a 2"     |

| Pos. | Corridore              | Squadra     | Tempo     |
| ---- | ---------------------- | ----------- | --------- |
| 1    | Isidro Nozal           | ONCE-Eroski | 50h01'40" |
| 2    | Igor González de Gald. | ONCE-Eroski | a 3'03"   |
| 3    | Roberto Heras          | US Postal   | a 4'02"   |

### 16ª tappa
- 23 settembre: Jaén > Sierra Nevada – 162 km

Risultati
| Pos. | Corridore           | Squadra      | Tempo    |
| ---- | ------------------- | ------------ | -------- |
| 1    | Félix Cárdenas      | Labarca 2    | 4h09'35" |
| 2    | Juan Miguel Mercado | iBanesto.com | a 5"     |
| 3    | Óscar Sevilla       | Kelme        | a 18"    |

| Pos. | Corridore              | Squadra     | Tempo     |
| ---- | ---------------------- | ----------- | --------- |
| 1    | Isidro Nozal           | ONCE-Eroski | 54h13'10" |
| 2    | Igor González de Gald. | ONCE-Eroski | a 3'03"   |
| 3    | Roberto Heras          | US Postal   | a 3'09"   |

### 17ª tappa
- 24 settembre: Granada > Cordova – 188,4 km

Risultati
| Pos. | Corridore             | Squadra   | Tempo    |
| ---- | --------------------- | --------- | -------- |
| 1    | David Millar          | Cofidis   | 3h58'02" |
| 2    | José Alberto Martínez | Euskaltel | a 36"    |
| 3    | Óscar Sevilla         | Kelme     | s.t.     |

| Pos. | Corridore              | Squadra     | Tempo     |
| ---- | ---------------------- | ----------- | --------- |
| 1    | Isidro Nozal           | ONCE-Eroski | 58h11'53" |
| 2    | Igor González de Gald. | ONCE-Eroski | a 3'03"   |
| 3    | Roberto Heras          | US Postal   | a 3'09"   |

### 18ª tappa
- 25 settembre: Las Rozas > Las Rozas – 143,8 km

Risultati
| Pos. | Corridore           | Squadra      | Tempo    |
| ---- | ------------------- | ------------ | -------- |
| 1    | Pedro Díaz Lobato   | Paternina    | 3h07'47" |
| 2    | Constantino Zaballa | Kelme        | a 44"    |
| 3    | José Luis Arrieta   | iBanesto.com | s.t.     |

| Pos. | Corridore              | Squadra     | Tempo     |
| ---- | ---------------------- | ----------- | --------- |
| 1    | Isidro Nozal           | ONCE-Eroski | 61h20'42" |
| 2    | Igor González de Gald. | ONCE-Eroski | a 3'03"   |
| 3    | Roberto Heras          | US Postal   | a 3'09"   |

### 19ª tappa
- 26 settembre: Alcobendas > Collado Villalba – 164 km

Risultati
| Pos. | Corridore               | Squadra        | Tempo    |
| ---- | ----------------------- | -------------- | -------- |
| 1    | Filippo Simeoni         | Domina Vacanze | 3h51'18" |
| 2    | Claus Michael Møller    | Milaneza-MSS   | s.t.     |
| 3    | M. Á. Martín Perdiguero | Domina Vacanze | a 18"    |

| Pos. | Corridore              | Squadra     | Tempo     |
| ---- | ---------------------- | ----------- | --------- |
| 1    | Isidro Nozal           | ONCE-Eroski | 65h13'30" |
| 2    | Roberto Heras          | US Postal   | a 1'55"   |
| 3    | Igor González de Gald. | ONCE-Eroski | a 3'03"   |

### 20ª tappa
- 27 settembre: San Lorenzo de El Escorial > Alto de Abantos – Cronometro individuale – 11,2 km

Risultati
| Pos. | Corridore          | Squadra   | Tempo  |
| ---- | ------------------ | --------- | ------ |
| 1    | Roberto Heras      | US Postal | 25'08" |
| 2    | Alejandro Valverde | Kelme     | a 14"  |
| 3    | Félix Cárdenas     | Labarca 2 | s.t.   |

| Pos. | Corridore          | Squadra     | Tempo     |
| ---- | ------------------ | ----------- | --------- |
| 1    | Roberto Heras      | US Postal   | 65h40'33" |
| 2    | Isidro Nozal       | ONCE-Eroski | a 28"     |
| 3    | Alejandro Valverde | Kelme       | a 2'25"   |

### 21ª tappa
- 28 settembre: Madrid > Madrid – 145,8 km

Risultati
| Pos. | Corridore           | Squadra        | Tempo    |
| ---- | ------------------- | -------------- | -------- |
| 1    | Alessandro Petacchi | Fassa Bortolo  | 3h51'19" |
| 2    | Erik Zabel          | Team Telekom   | s.t.     |
| 3    | Fred Rodriguez      | Vini Caldirola | s.t.     |

| Pos. | Corridore          | Squadra     | Tempo     |
| ---- | ------------------ | ----------- | --------- |
| 1    | Roberto Heras      | US Postal   | 69h31'52" |
| 2    | Isidro Nozal       | ONCE-Eroski | a 28"     |
| 3    | Alejandro Valverde | Kelme       | a 2'25"   |

## Evoluzione delle classifiche
| Tappa              | Vincitore            | Classifica generale Maglia oro | Classifica a punti Maglia azzurra | Classifica scalatori Maglia verde | Classifica combinata Maglia bianca | Classifica a squadre |
| ------------------ | -------------------- | ------------------------------ | --------------------------------- | --------------------------------- | ---------------------------------- | -------------------- |
| 1ª                 | ONCE-Eroski          | Igor González de Galdeano      | Igor González de Galdeano         | Jan Hruška                        | Igor González de Galdeano          | ONCE-Eroski          |
| 2ª                 | Luis Pérez Rodríguez | Joaquim Rodríguez              | Joaquim Rodríguez                 | Luis Pérez Rodríguez              | Luis Pérez Rodríguez               | ONCE-Eroski          |
| 3ª                 | Alessandro Petacchi  | Joaquim Rodríguez              | Joaquim Rodríguez                 | Luis Pérez Rodríguez              | Luis Pérez Rodríguez               | ONCE-Eroski          |
| 4ª                 | Unai Etxebarria      | Isidro Nozal                   | David Etxebarria                  | Félix Cárdenas                    | Isidro Nozal                       | ONCE-Eroski          |
| 5ª                 | Alessandro Petacchi  | Isidro Nozal                   | Alessandro Petacchi               | Félix Cárdenas                    | Isidro Nozal                       | ONCE-Eroski          |
| 6ª                 | Isidro Nozal         | Isidro Nozal                   | Alessandro Petacchi               | Félix Cárdenas                    | Isidro Nozal                       | ONCE-Eroski          |
| 7ª                 | Michael Rasmussen    | Isidro Nozal                   | Alessandro Petacchi               | Félix Cárdenas                    | Isidro Nozal                       | ONCE-Eroski          |
| 8ª                 | Joaquim Rodríguez    | Isidro Nozal                   | Joaquim Rodríguez                 | Joan Horrach                      | Isidro Nozal                       | ONCE-Eroski          |
| 9ª                 | Alejandro Valverde   | Isidro Nozal                   | Isidro Nozal                      | Félix Cárdenas                    | Isidro Nozal                       | ONCE-Eroski          |
| 10ª                | Erik Zabel           | Isidro Nozal                   | Alessandro Petacchi               | Félix Cárdenas                    | Alejandro Valverde                 | ONCE-Eroski          |
| 11ª                | Erik Zabel           | Isidro Nozal                   | Erik Zabel                        | Félix Cárdenas                    | Alejandro Valverde                 | ONCE-Eroski          |
| 12ª                | Alessandro Petacchi  | Isidro Nozal                   | Erik Zabel                        | Félix Cárdenas                    | Isidro Nozal                       | ONCE-Eroski          |
| 13ª                | Isidro Nozal         | Isidro Nozal                   | Erik Zabel                        | Félix Cárdenas                    | Isidro Nozal                       | ONCE-Eroski          |
| 14ª                | Alessandro Petacchi  | Isidro Nozal                   | Alessandro Petacchi               | Félix Cárdenas                    | Isidro Nozal                       | ONCE-Eroski          |
| 15ª                | Alejandro Valverde   | Isidro Nozal                   | Erik Zabel                        | Félix Cárdenas                    | Alejandro Valverde                 | ONCE-Eroski          |
| 16ª                | Félix Cárdenas       | Isidro Nozal                   | Erik Zabel                        | Félix Cárdenas                    | Alejandro Valverde                 | ONCE-Eroski          |
| 17ª                | David Millar         | Isidro Nozal                   | Erik Zabel                        | Félix Cárdenas                    | Alejandro Valverde                 | ONCE-Eroski          |
| 18ª                | Pedro Díaz Lobato    | Isidro Nozal                   | Erik Zabel                        | Félix Cárdenas                    | Alejandro Valverde                 | ONCE-Eroski          |
| 19ª                | Filippo Simeoni      | Isidro Nozal                   | Erik Zabel                        | Félix Cárdenas                    | Alejandro Valverde                 | ONCE-Eroski          |
| 20ª                | Roberto Heras        | Roberto Heras                  | Alejandro Valverde                | Félix Cárdenas                    | Alejandro Valverde                 | iBanesto.com         |
| 21ª                | Alessandro Petacchi  | Roberto Heras                  | Erik Zabel                        | Félix Cárdenas                    | Alejandro Valverde                 | iBanesto.com         |
| Classifiche finali | Classifiche finali   | Roberto Heras                  | Erik Zabel                        | Félix Cárdenas                    | Alejandro Valverde                 | iBanesto.com         |

## Classifiche finali

### Classifica generale - Maglia oro
| Pos. | Corridore              | Squadra      | Tempo     |
| ---- | ---------------------- | ------------ | --------- |
| 1    | Roberto Heras          | US Postal    | 69h31'52" |
| 2    | Isidro Nozal           | ONCE-Eroski  | a 28"     |
| 3    | Alejandro Valverde     | Kelme        | a 2'25"   |
| 4    | Igor González de Gald. | ONCE-Eroski  | a 3'27"   |
| 5    | Francisco Mancebo      | iBanesto.com | a 4'47"   |
| 6    | Manuel Beltrán         | US Postal    | a 5'51"   |
| 7    | Michael Rasmussen      | Rabobank     | a 8'32"   |
| 8    | Félix Cárdenas         | Labarca 2    | a 13'08"  |
| 9    | Unai Osa               | iBanesto.com | a 13'24"  |
| 10   | Luis Pérez Rodríguez   | Cofidis      | a 15'15"  |

### Classifica scalatori - Maglia verde
| Pos. | Corridore      | Squadra      | Punti |
| ---- | -------------- | ------------ | ----- |
| 1    | Félix Cárdenas | Labarca 2    | 204   |
| 2    | Unai Osa       | iBanesto.com | 112   |
| 3    | Joan Horrach   | Milaneza-MSS | 101   |

### Classifica a punti - Maglia azzurra
| Pos. | Corridore           | Squadra       | Punti |
| ---- | ------------------- | ------------- | ----- |
| 1    | Erik Zabel          | Team Telekom  | 181   |
| 2    | Alejandro Valverde  | Kelme         | 161   |
| 3    | Alessandro Petacchi | Fassa Bortolo | 160   |

### Classifica combinata - Maglia bianca
| Pos. | Corridore          | Squadra   | Punti |
| ---- | ------------------ | --------- | ----- |
| 1    | Alejandro Valverde | Kelme     | 9     |
| 2    | Félix Cárdenas     | Labarca 2 | 13    |
| 3    | Roberto Heras      | US Postal | 14    |

### Classifica a squadre
| Pos. | Squadra            | Tempo      |
| ---- | ------------------ | ---------- |
| 1    | iBanesto.com       | 208h43'05" |
| 2    | ONCE-Eroski        | a 1'03"    |
| 3    | Kelme-Costa Blanca | a 17'07"   |